# Marco Agostino
Marco Agostino (Torino, 16 luglio 1989) è un danzatore italiano, primo ballerino del Teatro alla Scala dal 2022.

## Biografia
Nato a Torino, ha studiato danza alla Scuola di Ballo del Teatro alla Scala, diplomandosi nel 2007. Nel 2008 si è unito al Corpo di Ballo del Teatro alla Scala, di cui è diventato solista nel 2013 grazie alla sua interpretazione come Des Grieux nella Manon di Kenneth MacMillan. Nel febbraio 2022 è stato proclamato primo ballerino della compania.
Nei suoi oltre quindici anni al Piermarini ha danzato in molti dei grandi ruoli maschili del repertorio romantico, neoclassico, moderno e contemporaneo, tra i quali quello dell'eponimo protagonista di Onegin (Cranko), Romeo in Romeo e Giulietta (MacMillan), Basilio ed Espada nel Don Chisciotte (Nureev), Aminta in Sylvia (Legris), il Principe ne Lo schiaccianoci e Solor ne La Bayadère (Nureev). Inoltre ha danzato in balletti di Roman Petit, George Balanchine, Wayne McGregor, William Forsythe, Jiří Kylián, Maurice Béjart e John Neumeier.
È legato sentimentale a Martina Arduino, prima ballerina del corpo di ballo della Scala.